# Dolls (pel·lícula)
Dolls (ドールズ, Dōruzu) És una pel·lícula japonesa del 2002 escrita, muntada i dirigida pel cineasta japonès Takeshi Kitano. Dolls és un film altament estilitzat i no violenta com Escena davant la mar de 1991, i a diferència de la majoria de les seves pel·lícules, Kitano no hi actua. La pel·lícula ha estat elogiada per la seva direcció fotogràfica (Katsumi Yanagishima) i el departament de vestuari a càrrec de Yohji Yamamoto.

## Trama
La pel·lícula presenta tres conjunts primaris de personatges, cadascú amb la seva història pròpia:
- Un home jove (Matsumoto, interpretat per Hidetoshi Nishijima) que refusa la seva promesa (Sawako, interpretada per Miho Kanno) per casar la filla del president de la seva empresa. Quan la seva anterior promesa s'intenta suïcidar i acaba en un semi-estat vegetatiu, la treu de l'hospital i s'escapen.
- Un altre home jove (Nukui, interpretat per Tsutomu Takeshige) està obsessionat amb l'estrella pop Haruna (interpretada per Kyoko Fukada); queda cega quan pateix un accident de cotxe.
- Un envellit yakuza (Hiro, interpretat per Tatsuya Mihashi), intenta conèixer una xicota de la seva joventut (interpretada per Chieko Matsubara).

Aquestes històries tenen alguna petita relació entre elles però majoritàriament són separades. La primera història és la central de la pel·lícula. La pel·lícula obre amb una actuació de teatre Bunraku i tanca amb un llançament de nines des d'aquest mateix. L'actuació és "The Courier for Hell" de Chikamatsu Monzaemon, i al·ludeix a temes que reapareixen més tard en la pel·lícula. Simbòlicament la resta del film pot ser considerada un Bunraku dins de la pel·lícula. La pel·lícula no segueix un ordre cronològic estricte, però hi ha una èmfasi visual fort en el canvi de les estacions i els vincles d'amor sobre la progressió del temps.

## Càsting
- Miho Kanno - Sawako
- Hidetoshi Nishijima - Matsumoto
- Tatsuya Mihashi - Cap de Hiro
- Chieko Matsubara - Ryoko, la dona del parc
- Kyoko Fukada - Haruna Yamaguchi, estrella pop
- Tsutomu Takeshige - Nukui, fan
- Kayoko Kishimoto - Tieta de Haruna
- Kanji Tsuda - Hiro jove
- Yuko Daike - Ryoko jove
- Ren Osugi - Manager d'Haruna

## Temes
La pel·lícula i cadascuna de les seves escenes es mouen al voltant del tema de la mort. Kitano intenta mostrar la mort com un fet ni bo ni dolent sinó com un esdeveniment. En una entrevista Kitano va declarar, "La raó per què els moderns japonesos i occidentals rebutgen la idea de la mort. Realment no hi ha cap raó per rebutjar la mort," afegint, "La manera en què perceps aquesta pel·lícula pot variar considerablement depenent de la posició en la que estàs."

## Banda sonora
Totes les composicions obra de Joe Hisaishi.
1. "Sakura" − 4:40
2. "Pure White" − 2:48
3. "Mad" − 4:55
4. "Feel" − 4:58
5. "Dolls" − 4:09

## Crítica i taquilla
La pel·lícula té puntuacions positives a diversos webs de crítiques. A Rotten Tomatoes es puntua amb un 75%, amb 36 crítiques. Metacritic dona 71 de 100, amb 16 crítiques.
Va recaptar un total de 5,405,725 dolars.

## Adaptacions
Es va realitzar una adaptació teatral de la pel·lícula dirigida per Carrie Cracknell el 2009 per Hush Produccions al Teatre Nacional d'Escòcia.

## Premis i nominacions
- Festival de cinema de Damascus (2003) - Premi Golden Award a Takeshi Kitano.
- Festival Internacional de Cinema de Durban (2003) - Premi a la millor fotografia per Katsumi Yanagijima.
- Premis de cinema Hochi (2002) - Premi a la millor actriu secundària per Miho Kanno.
- Nominació al Festival de cinema de Venècia (2002) - Lleó d'Or a Takeshi Kitano.